# Eusébio da Arábia
Eusébio (em latim: Eusebius) foi um sofista romano de origem árabe do século IV. Segundo a Suda, foi um rival (αντισοφιστεύσας) do retor Ulpiano, provavelmente em Antioquia, na Síria.